# پل رایزر
پل رایزر (انگلیسی: Paul Reiser؛ زادهٔ ۳۰ مارس ۱۹۵۷) هنرپیشه، و آهنگساز اهل ایالات متحده آمریکا است.

## بخشی از فیلمشناسی
از فیلم‌ها یا برنامه‌های تلویزیونی که وی در آن نقش داشته‌است می‌توان به بیگانه‌ها، پلیس بورلی هیلز، آدم‌های بامزه، مرد متأهل، پلیس بورلی هیلز ۴، دعاهای خانوادگی، دختر اسبی و یک شب در مک‌کول اشاره کرد.